# Emil Schwartze
Emil Schwartze (* 13. November 1888 in Bremen; † 17. April 1950 in Wiesbaden) war ein deutscher Gymnasiallehrer, zuletzt Direktor des Alten Gymnasiums Bremen.

## Biografie
Emil Schwartze war der Sohn eines jüdischen Handlungsgehilfen. 1892 wurde die Familie evangelisch. Nach dem Abitur 1907 begann er zunächst ein Jurastudium in Marburg und München, studierte dann aber ab 1908  Germanistik, Philosophie und Geschichte in Berlin, Heidelberg und Marburg. Anfang 1914 legte er das Staatsexamen ab und wurde im Juni 1914 an der Universität Breslau zum Dr. phil. promoviert.
Seit 1915 war er Lehrer und dann Studienrat am Alten Gymnasium in Bremen. 1933 gab er sich national. Der NS-Bildungssenator Richard von Hoff (NSDAP) entschied, dass Schwartze im Schuldienst verbleiben könne. Der Reichsstatthalter für Oldenburg und Bremen Carl Röver (NSDAP) versetzte ihn im September 1933 aus rassischen Gründen in den Ruhestand. Er arbeitete dann als Privatlehrer; eine Anstellung an einer evangelischen Privatschule kam nicht zustande. 1943 beschäftigte ihn das Archiv als Mitarbeiter. 1944 war er für kürzere Zeit im KZ Farge inhaftiert.
Nach dem Zweiten Weltkrieg wurde Schwartze 1945 wieder als Oberstudienrat in den Schuldienst eingestellt. Vom 1. Oktober 1945 bis zu seinem Tode 1950 war er Direktor des Alten Gymnasiums als Nachfolger von Johannes (Hans) Schaal. Unerwartet starb er 1950 während einer Tagung in Wiesbaden. Als Direktor folgte ihm Erwin Lebek. Er wurde auf dem Riensberger Friedhof beerdigt. Schwartze war verheiratet.

## Veröffentlichungen
- Hebbels „Gyges und sein Ring“. Eine Analyse aus dem Zusammenhang seines Schaffens. Noske, Borna-Leipzig 1914 (Dissertation; Digitalisat).
- Bismarcks Staatsauffassung und politische Methode. In: Schriften der Bremer wissenschaftlichen Gesellschaft. Reihe D Abhandlungen und Vorträge Jahrgang 3. Bremen 1929, S. 113–171.